# Amphoe Si Satchanalai

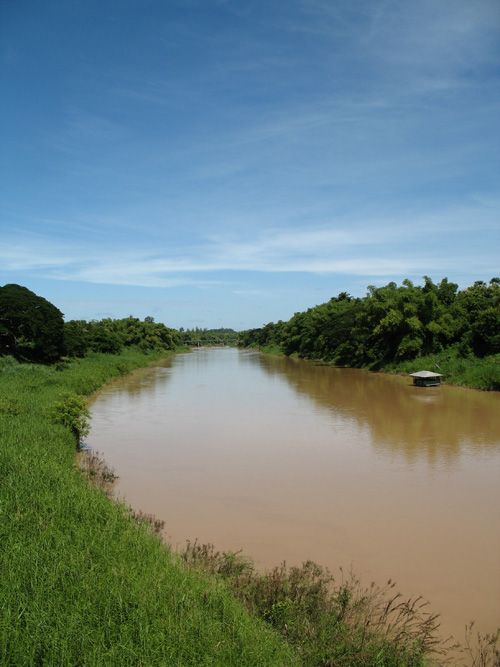
Der Maenam Yom im Amphoe Si Satchanalai

Amphoe Si Satchanalai (Thai: อำเภอศรีสัชนาลัย) ist ein Landkreis (Amphoe – Verwaltungs-Distrikt) in der Provinz Sukhothai. Die Provinz Sukhothai liegt in der Nordregion von Thailand. Die wichtigste Stadt heißt ebenfalls Si Satchanalai, der Sitz der Bezirksverwaltung befindet sich hingegen in der Kleinstadt Hat Siao.

## Lage
Die Stadt liegt etwa 50 Kilometer nördlich der Provinzhauptstadt Sukhothai am Mae Nam Yom (Yom-Fluss).
Benachbarte Landkreise (von Südwesten im Uhrzeigersinn): die Amphoe Si Nakhon, Sawankhalok und Thung Saliam in der Provinz Sukhothai, Amphoe Thoen in der Provinz Lampang, Amphoe Wang Chin in der Provinz Phrae sowie die Amphoe Laplae und Tron in der Provinz Uttaradit.

## Geschichte
Im 18. Jahrhundert wurde das historische Si Satchanalai durch die birmanische Armee erobert und zerstört. Die Bewohner wurden ins nahegelegene Sawankhalok umgesiedelt. Seit 1990 werden die Ruinenfelder im alten Si Satchanalai wieder restauriert, zunächst die Stadtmauer, der Königspalast und der Wat Chang Lom.
Der Landkreis wurde im Jahr 1939 von Hat Siao in Si Satchanalai umbenannt.

## Sehenswürdigkeiten

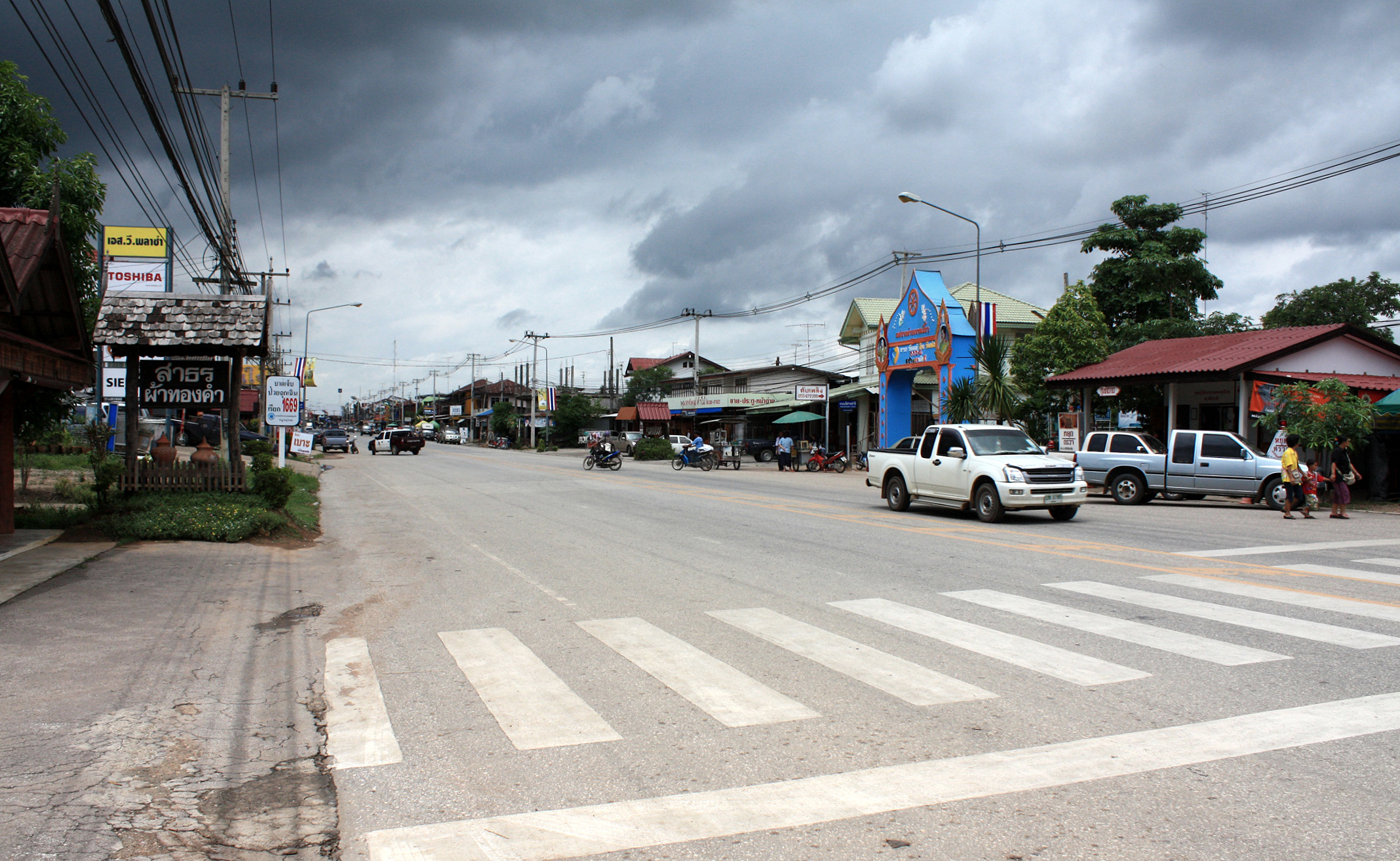
Nationalstraße 101 im Tambon Hat Siao

Siehe:  Si Satchanalai

## Verwaltung

### Provinzverwaltung
Amphoe Si Satchanalai ist in elf Gemeinden (Tambon) unterteilt, die sich weiter in 148 Dorfgemeinschaften (Muban) gliedern.
| Nr. | Name           | Thai     | Muban | Einw.  |
| --- | -------------- | -------- | ----- | ------ |
| 01. | Hat Siao       | หาดเสี้ยว  | 06    | 07.522 |
| 02. | Pa Ngio        | ป่างิ้ว     | 12    | 07.089 |
| 03. | Mae Sam        | แม่สำ     | 22    | 07.450 |
| 04. | Mae Sin        | แม่สิน     | 25    | 12.882 |
| 05. | Ban Tuek       | บ้านตึก    | 14    | 10.352 |
| 06. | Nong O         | หนองอ้อ   | 11    | 06.679 |
| 07. | Tha Chai       | ท่าชัย     | 10    | 10.219 |
| 08. | Si Satchanalai | ศรีสัชนาลัย | 12    | 05.589 |
| 09. | Dong Khu       | ดงคู่      | 09    | 05.882 |
| 10. | Ban Kaeng      | บ้านแก่ง   | 13    | 10.047 |
| 11. | San Chit       | สารจิตร   | 14    | 10.018 |

### Lokalverwaltung
Si Satchanalai (Thai: เทศบาลเมืองศรีสัชนาลัย) ist eine Stadt (Thesaban Mueang) im Landkreis. Sie besteht aus den gesamten Tambon Si Satchanalai und Tha Chai sowie Teilen von Nong O.
Daneben gibt es eine Kleinstadt (Thesaban Tambon):
- Hat Siao (Thai: เทศบาลตำบลหาดเสี้ยว), bestehend aus Teilen des Tambon Hat Siao,

Außerdem gibt es acht „Tambon Administrative Organizations“ (TAO, องค์การบริหารส่วนตำบล – Verwaltungs-Organisationen) für die Tambon im Landkreis, die zu keiner Stadt gehören.